# Jerry Parr
Jerry S. Parr (Montgomery, 16 settembre 1930 – Washington, 9 ottobre 2015) è stato un poliziotto statunitense, agente speciale dei servizi segreti degli Stati Uniti, noto per aver difeso il presidente Ronald Reagan durante l'attentato alla vita di quest'ultimo del 30 marzo 1981 a Washington: Parr spinse Reagan nella limousine presidenziale e prese la decisione di deviare il corteo presidenziale al George Washington University Hospital invece di tornare alla Casa Bianca. È stato onorato per le sue azioni di quel giorno con gli elogi del Congresso degli Stati Uniti ed è ampiamente accreditato come colui che ha salvato la vita del presidente..

## Biografia
Jerry Studstill Parr è nato a Montgomery (Alabama) il 16 settembre 1930 ed è cresciuto nella zona di Miami. Parr ha conseguito la laurea in lingua inglese e filosofia presso la Vanderbilt University nel 1962. Nel 1987 ha conseguito la laurea specialistica in consulenza pastorale presso la Loyola University nel Maryland.
Ordinato pastore nel 1987, Parr ha ricevuto un dottorato honoris causa in L.H.D. dall'Eureka College.

## Carriera con il Secret Service
L'interesse di Parr ad entrare a far parte dei servizi segreti è nato da ragazzo dopo aver visto Code of the Secret Service (1939) con Ronald Reagan nei panni dell'agente "Brass" Bancroft. Lavorava come installatore per la Florida Power and Light nel 1962 quando ha avuto un colloquio con un reclutatore in trasferta per i servizi segreti. Quando gli è stato chiesto se fosse stato in grado di assumersi i rischi connessi al lavoro, Parr ha risposto che probabilmente non era più pericoloso di quello che aveva fatto per la compagnia elettrica. È entrato a far parte dei servizi segreti all'età di 32 anni, la recluta più anziana della sua classe. Il suo primo incarico è stato la protezione di John F. Kennedy e Lyndon B. Johnson al funerale di Eleanor Roosevelt . Dopo che Kennedy fu assassinato, Parr è stato incaricato di proteggere Marina e Marguerite Oswald, rispettivamente la vedova e la madre di Lee Harvey Oswald, fintanto che la prima non è riuscita a testimoniare davanti alla Commissione Warren.
Nei successivi 23 anni Parr ha condotto 15 indagini di protezione all'estero e 65 in patria per vari presidenti e vicepresidenti e ha lavorato con professionisti della sicurezza, dell'intelligence e delle forze dell'ordine in tutti i 50 stati della federazione ed in altri 37 paesi esteri. Dal 1969 al 1978 ha lavorato per la Foreign Dignitary Division come supervisore di medio livello sui dettagli di Humphrey, Agnew e Ford e ha diretto la sicurezza di 56 capi di stato stranieri, tra cui la regina Elisabetta II d'Inghilterra, l'imperatore Hirohito del Giappone, il re Juan Carlos di Spagna e Papa Giovanni Paolo II.
Dal 1978 al 1979 è stato agente speciale responsabile della divisione protettiva del vicepresidente, dove ha diretto la sicurezza per il vicepresidente Mondale. Nel 1979 Parr si è trasferito alla Divisione protettiva presidenziale, dove è stato agente speciale in carica e capo dei dettagli della Casa Bianca: lì ha diretto la sicurezza per i presidenti Carter e Reagan. Nel 1982 è diventato vicedirettore della ricerca protettiva e nel 1985 Parr si è ritirato dai servizi segreti. La storia di Parr è raccontata nella sua autobiografia, In the Secret Service: The True Story Of The Man who Saved President Reagan (Tyndale House Publishing), co-autrice di sua moglie Carolyn Parr .

## Tentato omicidio

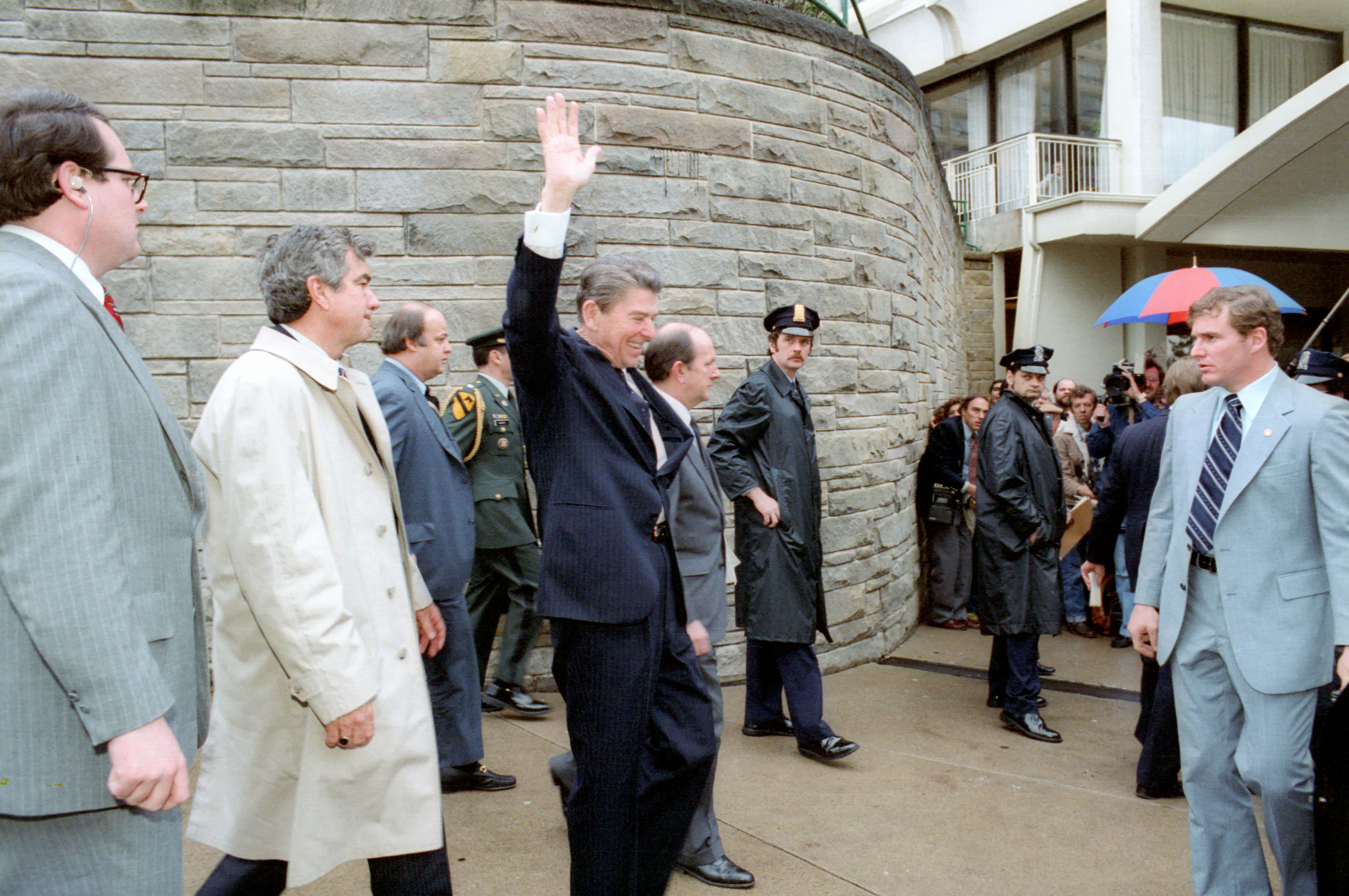
Il 30 marzo 1981, il presidente degli Stati Uniti Ronald Reagan saluta poco prima di essere colpito fuori da un hotel di Washington. Da sinistra c'è un uomo non identificato in giacca e cravatta; Parr, in impermeabile, che ha spinto Reagan nella limousine; l'addetto stampa James Brady, gravemente ferito; Regan; Michael Deaver, aiutante di Reagan; poliziotto non identificato; Il poliziotto di Washington Thomas K. Delahanty, che è stato colpito; e l'agente dei servizi segreti Tim McCarthy, che è stato colpito allo stomaco.

Il 30 marzo 1981 John Hinckley Jr. aprì il fuoco sul presidente Ronald Reagan mentre usciva dal Washington Hilton Hotel dopo aver tenuto un discorso, sparando sei proiettili in 1,7 secondi. Parr ha rapidamente spinto Reagan nella limousine e, di conseguenza, uno dei proiettili ha superato quest'ultimo; ciò ha permesso a Reagan di non essere colpito alla testa.[13] :L'ultimo proiettile rimbalzò sul lato corazzato della limousine e colpì il presidente all'ascella sinistra, sfiorandogli una costola e conficcandosi nel polmone, facendolo collassare parzialmente, fermandosi a meno di 2,5 cm dal suo cuore.[32][17][20]
Carolyn, la moglie di Parr, si trovava dall'altra parte della strada quando è avvenuta la sparatoria. Parr l'aveva chiamata per invitarla a venire a vedere l'uscita del presidente e dare un'occhiata divertita a suo marito in azione.
Dopo che i servizi segreti hanno annunciato per la prima volta "colpi sparati" sulla propria rete radio alle 14:27 Reagan — nome in codice "Rawhide"— è stato portato via dagli agenti nella limousine ("Stagecoach").[36] Inizialmente nessuno sapeva che gli avevano sparato e Parr ha dichiarato che "Rawhide sta bene ... andremo al Crown" (la Casa Bianca), poiché preferiva le sue strutture mediche a un ospedale non protetto.[37][36]
Reagan soffriva molto per il proiettile che gli aveva colpito la costola e credeva che si fosse rotta quando Parr lo aveva spinto nella limousine. Quando l'agente lo ha controllato per ferite da arma da fuoco, tuttavia, Reagan ha tossito sangue brillante e schiumoso.[32] Sebbene il presidente credesse di essersi tagliato il labbro, [37] Parr riteneva che la costola rotta avesse perforato il polmone di Reagan e ordinò al corteo di deviare verso il vicino George Washington University Hospital, periodicamente controllato dai servizi segreti.[23] Sebbene Reagan sia andato vicino alla morte, la rapida azione del team medico e la decisione di Parr di andare in ospedale invece che alla Casa Bianca hanno probabilmente salvato la vita del presidente. [32]
Dopo l'attentato, Jerry Parr è stato salutato come un eroe. Ha ricevuto elogi dal Congresso per le sue azioni ed è stato nominato uno dei quattro "Top Cops" negli Stati Uniti dalla rivista Parade. In seguito scrisse dell'attentato nella sua autobiografia, definendolo sia il giorno migliore che il peggiore della sua vita. Parr arrivò a credere che Dio avesse diretto la sua vita in modo che un giorno potesse salvare la vita del presidente, divenendo pastore dopo essersi ritirato dai servizi segreti nel 1985.

## Servizio alla comunità
Parr è stato molto attivo nella sua chiesa di Washington, dove era un ex co-pastore, leader di ritiri e direttore spirituale. Ha fatto parte del consiglio di amministrazione di Joseph's House, un'organizzazione per uomini con AIDS e ha co-fondato la Servant Leadership School. Nell'aprile 1992, ha guidato uno scuolabus per più di 3.000 miglia da Washington allo scopo di consegnare rifornimenti a un orfanotrofio a San Salvador.

## Morte
Parr è morto per insufficienza cardiaca congestizia in un ospizio a Washington il 9 ottobre 2015, all'età di 85 anni. Gli sopravvissero Carolyn, sua moglie da quasi 56 anni, tre figlie e quattro nipoti.

## Premi e riconoscimenti
- Premio di rango presidenziale per dirigente meritevole dai servizi segreti statunitensi, 1984[5]
- Encomi del Congresso degli Stati Uniti per le azioni del 30 marzo 1981, durante l'attentato alla vita del presidente Reagan[5]
- Premio al valore del regista, servizi segreti statunitensi[5]
- Premio per servizi eccezionali, Dipartimento del Tesoro degli Stati Uniti[5]
- Honor League, dipartimento di polizia di New York[5]
- Encomio del Senato dello Stato del Maryland[5]
- Nominato come uno dei quattro "Top Cops" dalla rivista Parade, 1981[5]

## Organizzazioni professionali
Parr è stato un membro dell'Association for Conflict Resolution e dell'American Association of Pastoral Counsellors e presidente dell'Associazione degli ex agenti dei servizi segreti statunitensi.

## Filmografia
Parr è stato consulente cinematografico per i lungometraggi drammatici In the Line of Fire (1993) e Contact (1997) e per i documentari In the Line of Fire: Behind the Scenes with the Secret Service (1993) e Inside the US Secret Servizio (2004). Ha anche lavorato come commentatore su C-SPAN, Larry King Live, Meet the Press, Discovery Channel, History Channel, PBS e Travel Channel.

## Rappresentazione nei media
Parr è stato interpretato da Joe Chrest nel film televisivo del 2016 Killing Reagan.